# Vitspirea
Vitspirea (Spiraea alba) är en rosväxtart som beskrevs av Duroi. Vitspirea ingår i släktet spireor, och familjen rosväxter. Utöver nominatformen finns också underarten S. a. latifolia.
Sedan augusti 2023 klassas vitspirea som en invasiv art i Finland.

## Bildgalleri

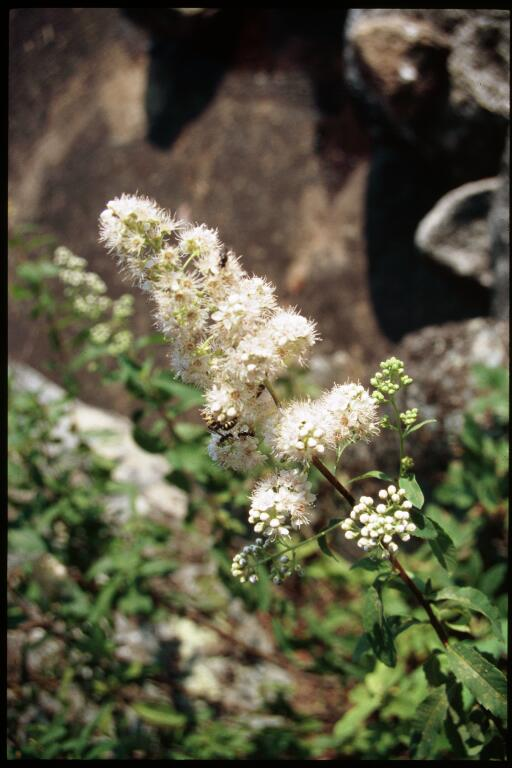
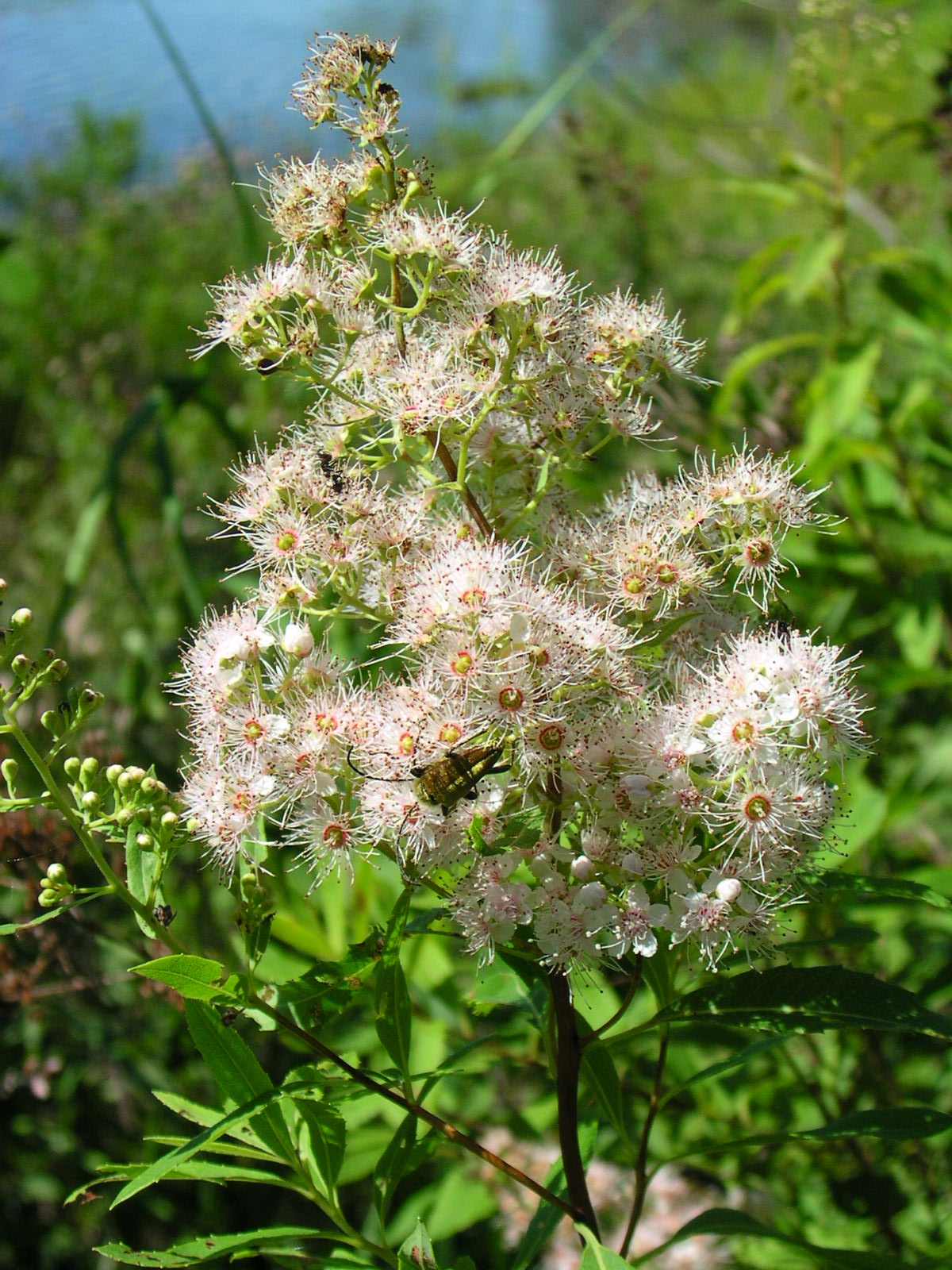
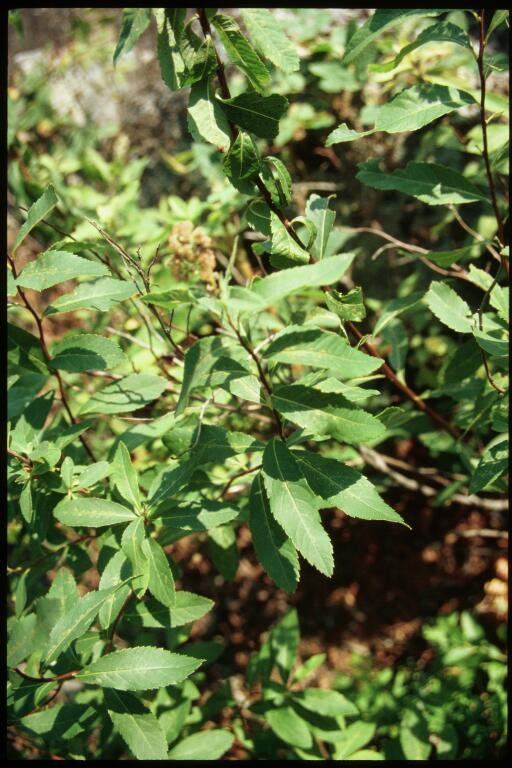
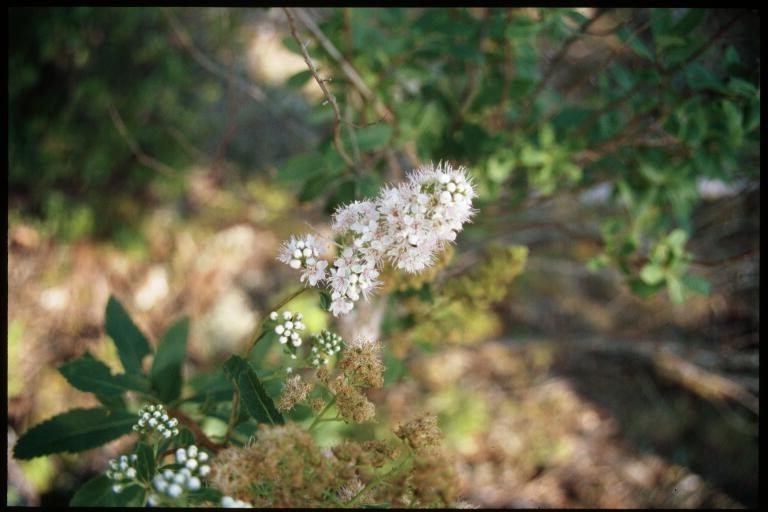
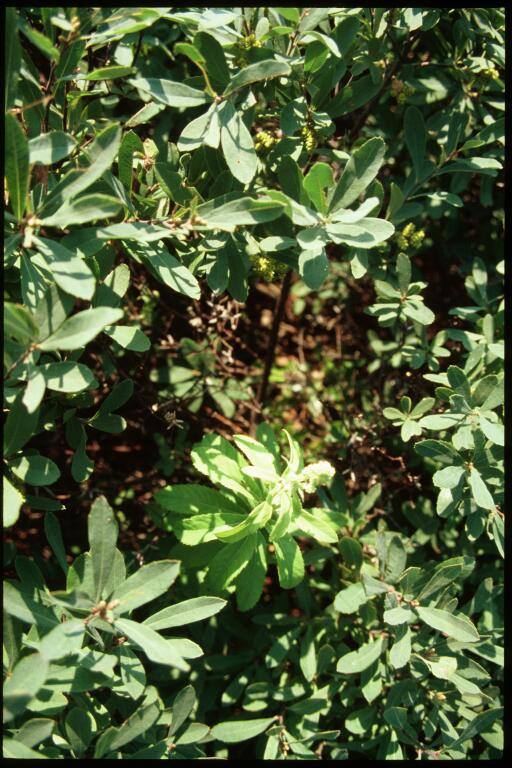
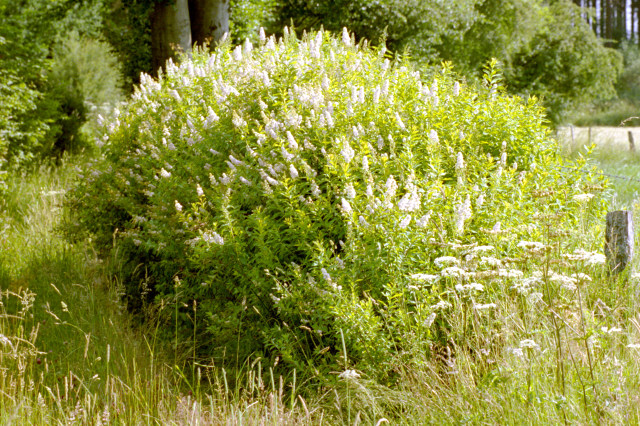